# Pablo Cantos
Pablo Cantos (Granada, 1966 - Málaga, 2013) fue un director y guionista de cine español, afincado en la ciudad andaluza de Málaga. Licenciado en Filología hispánica y diplomado en Cinematografía, trabajó durante años en la realización de audiovisuales.

## Obra

### Largometrajes
- Objeto encontrado (87 mm., 2012).[1] Coguionista. Largometraje documental dirigido por César Martínez Herrada y producido por Flamenco Films.[2]

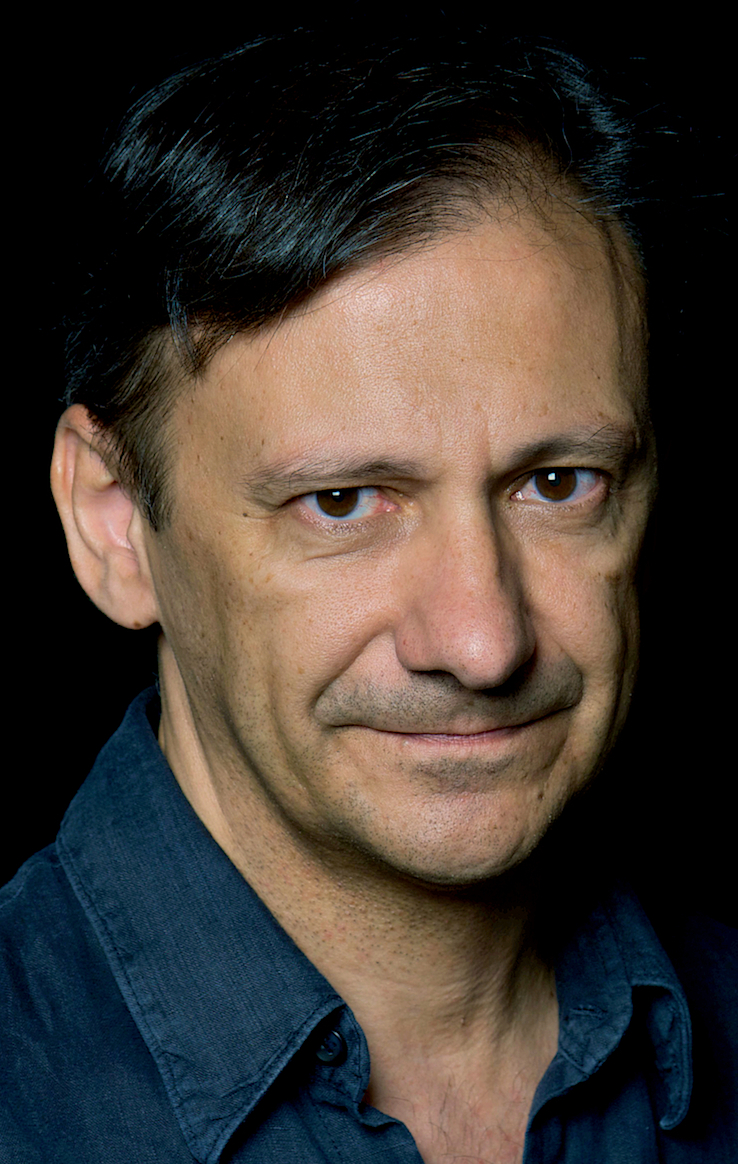
Jorge de Juan, que en Imaginario encarna a Pedro Aranda, uno de sus protagonistas.

- Imaginario (75 mm., 2008).[3] Director y guionista. Largometraje de ficción producido por César Martínez Herrada para Raccord en Escena, Toma 27 y El Palenque. La película está protagonizada por Rosana Pastor, Jorge de Juan, Julián Villagrán y Zay Nuba. Seleccionado por los festivales de Málaga, Medina del Campo, Peñíscola, Madridimagen y la Muestra de Cine Europeo Ciudad de Segovia, Imaginario también estuvo presente en el Festival de San Sebastián 2008, dentro de la sección "Made in Spain".

### Cortometrajes
- Gato por Goya (35 mm., 2009). Director y guionista. Cortometraje documental para Dexiderius P.C., protagonizado por Rafa Téllez y Tony Zenet con la participación de Mercedes Sampietro, Charlie Levi Leroy y María Casanova. La banda sonora está compuesta por temas del propio Zenet y de Javier Ruibal.

- Tientos y sayonaras (35 mm., 2005). Director y guionista. Esta obra es un cortometraje documental producido para Dexiderius P.C., Toma 27 y MLK, en el que se explora el mundo del flamenco a partir de la figura de José Parra. Seleccionado en festivales y mercados de Madrid, Granada, Málaga, Murcia, Marsella y La Habana, ha sido también emitido por Canal Sur Televisión. Galardonado con el premio RTVA en el Festival Internacional de Cortometrajes de Granada.

- Ángel (35 mm., 2000). Director y coguionista. Es un cortometraje de ficción interpretado por Ricardo Joven, Clea Granados, Blanca Rodríguez y Txema Blasco. Seleccionado en diversos festivales nacionales, fue emitido por La 2 de TVE dentro del programa Versión Española y propuesto por Kodak España para la selección del Festival de Cannes.